# Toxorhina (Ceratocheilus) westralis
Toxorhina (Ceratocheilus) westralis is een tweevleugelige uit de familie steltmuggen (Limoniidae). De soort komt voor in het Australaziatisch gebied.